# Querma
Querma (Kerma), também conhecido como Duqui Guel (Dukki Gel), foi capital do Reino de Querma, que estava localizado no atual Sudão a ao menos 5 500 anos atrás. É um dos maiores sítios arqueológicos da Núbia.